# 萧山机场站
萧山机场站，是新规划的一座机场高铁站，选址在杭州萧山国际机场南侧，将接入杭绍台、杭黄、沪昆等铁路线路。

## 车站周边
- 杭州萧山国际机场
- 杭州地铁1号线、7号线以及19号线萧山国际机场站